# 佐久間総一郎
佐久間 総一郎（さくま　そういちろう、1956年2月15日 - ）は、日本の実業家。元新日鐵住金（現日本製鉄）代表取締役副社長、現在は日本製鉄顧問等を経て日鉄ソリューションズ顧問。2019年より内閣府公益認定等委員会委員長、2022年から一般社団法人日本国際紛争解決センター理事長、2023年からは一般財団法人地球産業文化研究所理事長等を務めている。

## 経歴・人物
東京都出身。1974年東京教育大学附属駒場高等学校（現筑波大学附属駒場高等学校）卒業、1978年東京大学法学部卒業。
1978年新日本製鐵入社、2004年総務部部長、2009年執行役員（法務、内部統制・監査）、2012年常務取締役、同年10月の新日本製鐵と住友金属工業の合併により新日鐵住金常務取締役を経て、2014年新日鐵住金代表取締役副社長（総務、法務、内部統制・監査、業務プロセス改革、人事労政、環境、各海外事務所担当）。この間、新日鐵と住友金属工業の合併、韓国ポスコ社に対する電磁鋼板訴訟など多くの重大案件に関与する。同時に、会社法、独禁法、コーポレート・ガバナンス、WTOを含む国際貿易・投資制度等 に関し、産業界として度々意見を表明するとともに、公職等に就任し、規制改革、地球環境問題への対応等に尽力。大学等での講演　も多数あり、幅広く活動。
2018年代表取締役副社長を退任し常任顧問、2019年日本製鉄常任顧問を経て2020年から日本製鉄顧問。現在、コニカミノルタ及びJX金属社外取締役。
主な公職として内閣府規制改革会議委員、規制改革推進会議委員及び同農林水産ワーキング・グループ座長、内閣官房統計改革推進会議統計行政新生部会座長、公的・準公的資金の運用・リスク管理等の高度化等に関する有識者会議委員、未来投資会議構造改革徹底推進会合メンバ―、人事院政策評価懇談会委員、法務省法制審議会委員、環境省中央環境審議会委員、経産省コーポレート・ガバナンス・システム研究会委員、産業構造審議会通商政策部会不公正貿易政策・措置調査小委員会委員等を歴任。1986-1989年には、ＯＥＣＤ科学技術産業局アドミニストレーターとしてパリ本部にて勤務。また、日本経団連経済法規委員会企画部会長及び競争法部会長、環境安全委員会地球環境部会長並びにOECD諮問委員会多国籍企業行動指針改訂検討タスクフォース座長、OECD-BIAC 国際投資・企業行動委員会副委員長及び日本代表委員、公益財団法人新日鐵住金文化財団（現日本製鉄文化財団）代表理事等を務める。

## 著作
「新・OECD多国籍企業行動指針（RBCに関する行動指針）―その実践により「責任ある企業行動」の促進、実現へ」2024年6月号 月刊 経団連、「競争政策この10年－ビジネスから見た足跡－」公正取引No.744(2012年10月)、
座談会録「法的観点からみたＴＰＰ」ジュリストNo.1443（2012年7月)、
「優越的地位濫用ガイドラインについて公取委に望むこと」公正取引No.724(2011年2月)、
「実践的分析－産業界から見た米国1916年アンチ・ダンピング法に関する損害回復法の意義と問題点及び経済法の域外適用に対する対抗立法への期待－」日本国際経済法学会年報（日本国際経済法学会）第16号(2007)、
「Is the WTO dispute settlement mechanism important to business?」, in The WTO in the Twenty-first Century: Dispute Settlement, Negotiations, and Regionalism in Asia (Yasuhei Taniguchi, Alan Yanovich and Jan Bohanes eds., Cambridge University Press 2007)、
座談会録「変革期の国際通商法と日本－ＷＴＯ，ＦＴＡ，ＥＰＡを中心に」法律時報第77巻6号（2005年6月)、
「装置産業とアンチ・ダンピング」日本国際経済法学会年報（日本国際経済法学会）第9号(2000)等